# Sixtine Macquet
Pour les articles homonymes, voir Macquet.
Sixtine Macquet, née le 5 décembre 2000 à Mâcon, est une joueuse française de basket-ball. Elle évolue au poste de pivot.

## Biographie

### Carrière en club
Lors de la saison 2018-2019, Sixtine Macquet remporte le championnat de France de Ligue féminine 2 avec Charnay. Elle quitte le club en 2021 pour rejoindre Landerneau où elle effectue deux saisons pleines. En 2023, elle s'engage en faveur de Basket Landes, club qui participe à l'Euroligue.

### Sélection nationale
Elle est internationale française de basket-ball 3×3 depuis 2023.

## Palmarès

### En club
Charnay
- Ligue féminine 2 (1) : 2019